# Herlong
Herlong es un lugar designado por el censo (en inglés, census-designated place, CDP) ubicado en el condado de Lassen, California, Estados Unidos. Según el censo de 2020, tiene una población de 237 habitantes.

## Geografía
La localidad está ubicada en las coordenadas 40°8′30″N 120°8′23″O / 40.14167, -120.13972 (40.141722, -120.139657).